# Huta-Chojno
Huta-Chojno – wieś w Polsce położona w województwie kujawsko-pomorskim, w powiecie rypińskim, w gminie Rogowo. Graniczy z rzeką Rudziec.

## Podział administracyjny
W latach 1975–1998 miejscowość administracyjnie należała do województwa włocławskiego. Wieś administracyjnie należała również do gminy Chrostkowo (w dawniejszych latach).

## Demografia
Według Narodowego Spisu Powszechnego (III 2011 r.) liczyła 142 mieszkańców. Jest dwunastą co do wielkości miejscowością gminy Rogowo.

## Przemysł i transport
We wsi funkcjonuje żwirownia. Miejscowość posiada połączenia autobusowe w kierunkach:
- Włocławka (odległość: 48,5 km)
- Rypina (15,5 km)
- Lipna (23,5 km)
- Rogowa (7,1 km)

## Dawne cmentarze
Znajduje się tam zapomniany cmentarz niemiecki, na górze zwanej przez starszych ludzi Cherchowiem.